# M109 (önjáró löveg)
Az M109 önjáró tarack az Amerikai Egyesült Államok hadseregének egyik fontos típusa, mely már több mint 40 éve áll aktív szolgálatban. Ez idő alatt több háborús konfliktusban is részt vett, és még ma is számos ország tartja hadrendben. A típus több korszerűsítésen esett át, ma a legfejlettebb változata az M109A6 Paladin. Valószínűleg az M109 még hadrendben marad egy ideig és a közeljövő meghatározó tüzérségi eszköze lehet.

## Az első tervek
Az amerikai haderő által a második világháború alatt szerzett tapasztalatok azt mutatták, hogy a hadsereg tűzeszközei közül hiányoznak az olyan önjáró tarackok, melyek képesek a harckocsikkal megegyező sebességgel mozogni, ami révén támadás és védekezés során is képesek az ellenséget tűz alatt tartani. A II. világháború alatt ezt a feladatot a 105 mm-es löveggel rendelkező páncélosok kapták, de az elemzők úgy gondolták, hogy szükséges egy 155 mm-es fő fegyverzettel rendelkező mobil eszköz rendszeresítése is. Az eddigi önjáró tarackokat az M41 Walker Bulldog harckocsi páncéltestére építették, de ezek nem bizonyultak igazán megfelelőnek. A páncéltestek erősen behatárolták a tervezők lehetőségeit, hiszen például a toronygyűrű átmérőjét nem tudták a lehető legoptimálisabbra módosítani. Végül döntés született, hogy egy teljesen új önjáró tarackot kell kifejleszteni.
1953-ban az Ordnance Tank-Automotive Command (OTAC) pályázatot írt ki két önjáró tarack terveinek kifejlesztésére: a T195-re, mely 110 mm-es löveggel és a T196-ra, mely 156 mm-essel rendelkezett volna. Hamarosan azonban az elsődleges fegyverzetek űrmértékét a szabványosított 105 és 155 mm-re változtatták. 1956-ban megkezdték mindkét harcjármű előkészületi munkálatait, melyek során előbb két, majd később újabb két prototípus épült. A T195 megjelölésű 1957 tavaszára, a T196-os fél évvel később készült el. Ez utóbbi jóval bonyolultabb konstrukció volt. A prototípusokon elvégzett tesztek kimutatták, hogy mindkét konstrukcióval problémák voltak. Ebben az időben döntöttek arról katonai körökben, hogy szakítanak az eddigi szokással, és az új harcjárművekbe dízelmotort szerelnek. Az OTAC dízelmotoros példányok építésére adott megrendelést. Két, már meglévő prototípust építettek át, jelzésük T195E1 és T196E1. Újabb tesztek következtek, melyek majd három évig eltartottak. Ezek során minden eddigi problémát kiküszöböltek. Az új verziókat végül még egy tesztsorozatra vezényelték, amelyek jól sikerültek. 1961-ben utasítást adtak a két önjáró tarack kisszériás gyártására. 1963-ban pedig az amerikai hadsereg az M108 105 mm és M109 155 mm önjáró tarackokat felvette az állományába.

## Konstrukció

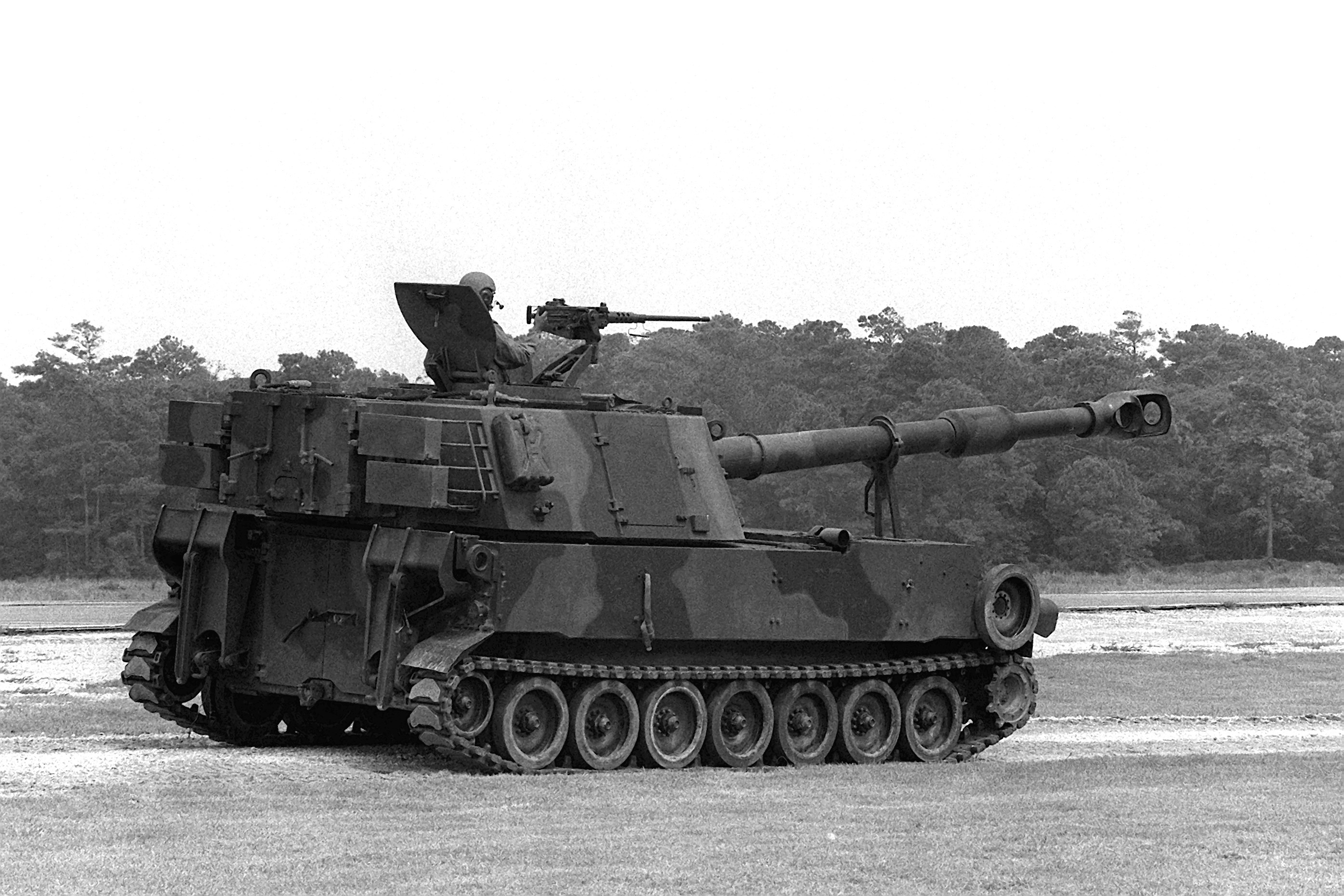
M109

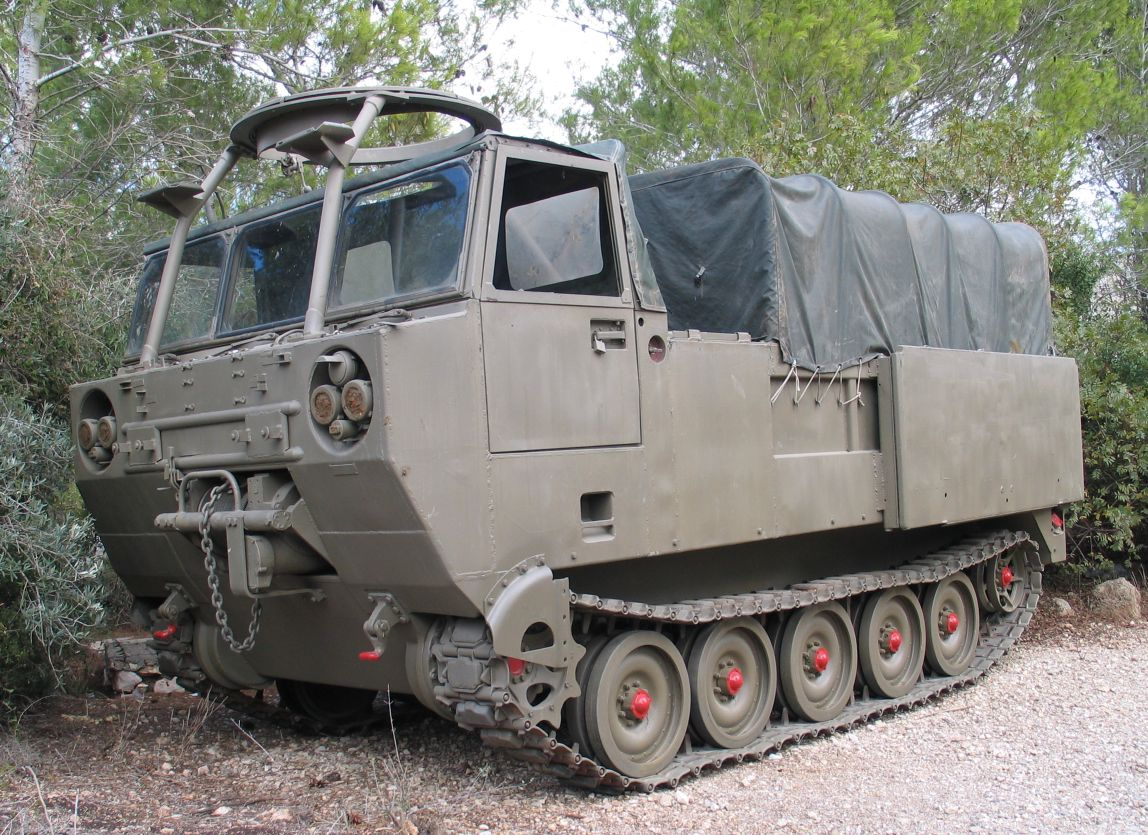
M548 lőszerszállító jármű

### A belső elrendezés, személyzet
Az M109 egy teljesen újonnan tervezett harcjármű, nem használták fel korábbi páncélosok egyetlen elemét sem. Ez rendkívül előnyös, mert így nem kellett kompromisszumot kötni a fegyver tervezése miatt, és sokkal hatékonyabb a harci alkalmazása. A páncéltest lehetőséget adott a toronygyűrű átmérőjének növelésére, ez sokat javított az elsődleges fegyverzet kezelhetőségén. A páncéltesten egy nagy méretű tágas torony található, melyet úgy alakítottak ki, hogy a további korszerűsítések elvégezhetőek legyenek. A személyzet 10 főből állt, ebből hatan az M109-ben, a fennmaradó négy fő az M548 lőszerszállító tüzérségi járműben foglalt helyet. A vezetőtér a harcjármű bal első részén található. A személyzet többi tagja a küzdőtérben végezte feladatát. A töltőkezelő posztja a torony bal első részén van, ide telepítették a tarack ellenőrző rendszereit is. A töltőkezelő segédje a torony jobb oldalán foglalta el a helyét, mögöttük pedig a két tüzérsegítő. A torony jobb oldalának hátsó részében volt a parancsnok ülése, tűzvezetés során ő irányította az M548 lőszerszállító személyzetét is, hogy a megfelelő típusú lőszereket rakodják át a tarackba.

### A külső jellemzők

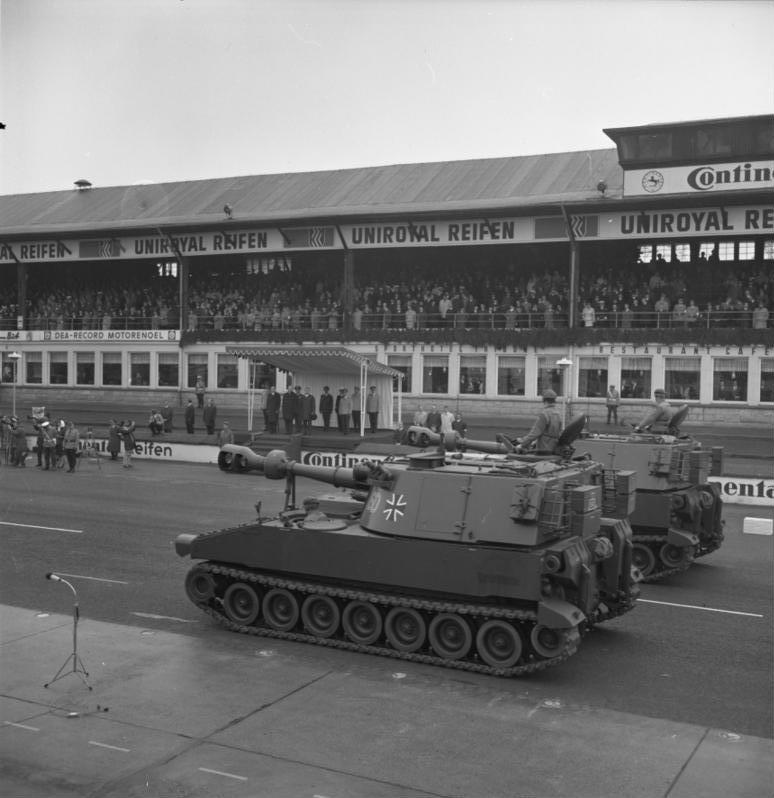
Két korai M109, jól megfigyelhető a kezdetben alkalmazott rövidebb csövű tarack

Az M109 páncéljának számos adata hadititok, de az ismert, hogy a torony páncélzata alumíniumból készült, hegesztéses eljárással. A torony hátul helyezkedik el, melynek oldalai és hátsó része függőleges páncéllemezekből áll, azonban az elejét döntött páncélzat alkotja. A páncéltest oldalait függőleges lemezek határolják, elöl azonban erősen döntött lemezek találhatóak. A páncéltest hátulján kialakított ajtónyílás két oldalára két zárólemezt helyeztek. Tüzelés alkalmával ezt a nyílást nyitva tartják, mert így könnyebben megoldható a lőszer utánpótlása és a harcjármű belseje is jobban kiszellőzik a lövések után. Az M109 hét pár futógörgővel rendelkezik. A futómű láncmeghajtó kereke elől, míg a láncfeszítő kereke hátul található. Az önjáró tarackot úszóképesnek tervezték, hogy az képes legyen a vízi akadályokon önállóan is átkelni. A torony tetején található a 12,7 mm-es légvédelmi géppuska. Az M109 megjelenését alapvetően megváltoztatta, amikor lecserélték a főfegyverzetet (jelzése M185), amely jóval hosszabb elődjénél.

## Fegyverzet, lőszerek

### Fegyverzet
Az M109 szolgálatba állásának idején egy 14,6 km-es hatótávolságú 155 mm-es főfegyverzettel rendelkezett, de már az 1960-as évek közepén az amerikai hadsereg túl rövidnek ítélte ezt a távolságot, az M108 önjáró tarack  105 mm-es űrmérete pedig nem felelt meg az elvárásoknak, ezért hamar leállították a gyártását. Vizsgálni kezdték, hogyan lehetne megnövelni a lőtávolságot. Ezt elsőként a lőszerek indítótöltetének megnövelésével akarták elérni, de bebizonyosodott, hogy ebben az esetben megnő a löveg hátrasiklási ereje, ami károsíthatja a harcjármű konstrukcióját. Végül megtalálták a megoldást, jelentősen megnövelték a főfegyverzet csőhosszúságát. E löveg jelzése M185. Ezek eredményeképp a lőtávolság 18 km-re növekedett, amellyel az amerikai hadsereg meg volt elégedve. A löveg jellegzetes ismertetőjegye a hatékony füstgázelszívó, mely a csőhossz első harmadánál található. A módosított tarack az M109A1 megnevezést kapta, és 1970 közepén vette át a hadsereg. A másodlagos fegyverzetet egy 12,7 mm-es légvédelmi géppuska alkotja.

### Lőszerek
A tüzérségi rendszerek eléggé ellenállóak a műszaki elöregedéssel szemben, ezért képességeik nagy mértékben megnövelhetőek az irányzó berendezések újra cserélésével vagy a javadalmazás megváltoztatásával. A továbbfejlesztés egyik állomása az új, hatékonyabb lőszerek kialakítása volt. A kezdeti rendszeresített lőszer az M107 repesz-romboló gránát volt, melyet az 1970-es években korszerűsítettek (például megnövelték a hatótávját), ezzel létre jött az M594 HERA. Ez egy nagy erejű és rakéta póthajtású repesz-romboló gránát volt. A 60-as években bevezették az ICM (Improved Commercional Ammunition) lőszert, mely a célpont felett 60 repesz-romboló gránátot szórt szét. A lövedék jelzése M449 ICM-AP. Később rendszeresítették az M483 DPICM típust is. Ez a lövedék egy nagyobb és egy kisebb repeszekre szétrobbanó gránátot tartalmazott. A típust nagy sikerrel alkalmazták a „Sivatagi Vihar“ hadműveletben. Az USA hadserege tovább bővítette a kínálatot az M864 DPICM nevű, szintén rakéta póthajtással rendelkező gránáttal. Miután az ICM lőszerekkel értékes tapasztalatokat szereztek, kidolgozták az M692, M731 ADAM, M718 és M741 RAAM típusokat. Az ADAM (Area Denial Artillery Munition, azaz területlefogó tüzérségi lőszer) 36 db gyalogság elleni aknát, a RAAM (Remote Anti-Armor Mine, azaz harckocsielhárító aknaszóró) 9 db páncéltörő aknát tartalmaz. Ezek kazettákban helyezkednek el, és a célterület felett szóródnak szét, ahol földet érve élessé válnak. Ez jelentős méretű terület elaknásítását jelenti. Amennyiben nem robbannak fel adott időben, beindul az önmegsemmisítő folyamat. Egyetlen tarack képes egy óra alatt 2400 db ADAM aknát tartalmazó aknamezőt kialakítani. Egy aknamező mérete 400x400 méter, melyet egy üteg (6 db M109) kb két perc alatt telepít. Az M109 javadalmazása intelligens lőszereket is tartalmaz, melyek nagy pontosságúak. Az első közülük az M712 Copperhead. Ezt az 1980-as években került az amerikai hadsereg készletébe. A Copperhead számára egy helikopter, a tűzvezető jármű vagy egy gyalogos jelöli ki lézerrel a célt. Azonban a lőszer kevéssé volt hatékony, ezért hamar leállították a gyártását. Az első öbölháború során élesben is bevetették ezeket a lőszereket. hasonló lőszer az M898 SADARM, mely egy végső fázisban önirányított gránát volt. A lövedéket az ellenséges páncélosokra lőtték ki, és a célt radar segítségével találta meg. De a technikai nehézségek és a változó politikai helyzet miatt csak körülbelül 2000 darabot készítettek el. Harci bevetésére 2003-ban Irakban került sor. A legújabban kifejlesztett lőszer az M982 Excalibur ERAP (Extended Range Artillery Projectile). Ez már nem rendelkezik önirányító rendszerrel, helyette a GPS adatait használja fel. Ezáltal sokkal pontosabb a szabványosított lőszereknél.

### Speciális lőszerek
Az amerikai hadsereg az 50-es években kidolgozta a nukleáris robbanófejjel ellátott lövedékeket. A legelterjedtebb verzió az M54 AFAP (Artillery-Fired Atomic Projectile) volt, melyből körülbelül 300 darab készült. A robbanófej hatóereje mintegy 100 tonna trotil robbanóerejének felelt meg. Azonban a 90-es években kivonták a használatból. De más jellegű típusokat is kifejlesztettek. Az M110 mustárgázt tartalmazó lövedék, az M121A1 pedig egy GB vagy VX vegyi hajtóanyagot tartalmazó lőszer volt, de ezeket a 70-es években kivonták a rendszerből. Azonban az 1980-as években rendszeresítették a bináris kémiai töltetű M687 típust, melynek 1997-ben szüntették meg az alkalmazását.

## Változatai

### M109
Az M109 alapváltozatát 1963-ban állították szolgálatba a korábbi 155 mm-es löveggel. Később a löveget kicserélték egy nagyobb hatótávolságúra. A harcjárműből az USA szövetségesei is nagy számban vásároltak, például a Német Szövetségi Köztársaság.

### M109A1 és M109A1B
Az M109A1 az alapváltozat lövegcseréjével jött létre. Ezáltal a tarack lőtávolsága 18 km-re növekedett. De emellett új, erősebb csőmozgató hidraulikus berendezést szereltek be, megváltoztatták a stabilizátort és megnövelték a futómű elejének teherbírását. 1981-re az összes alapváltozatú M109-t az A1 mintájára alakítottak át. Ebből a verzióból is számos NATO tagállam és más szövetséges ország vásárolt. Az A1-t 1979-ben újra gyártani kezdték, de csak exportra, ennek a változatnak a megjelölése M109A1B.

### M109A2
Az M109A2 legnagyobb eltérése az A1-től az M178 típusú lövegbölcső alkalmazása. De megnövekedett a javadalmazás is (36 lövedék), ezért a torony hátsó részében egy tárolófülkét alakítottak ki ezek számára. Az eddig használt motor javított típusát építették az új harcjárműbe. Ezeken kívül kicserélték a célmegjelölő berendezés külső részét, változtattak a lövegcső tartószerkezetén és lemondtak az úszókészlet használatáról.

### M109A3 és M109A3B
Az A3 változat a korábbi harcjárművek modernizálásával és átépítésével jött létre, hogy azok elérjék az A2 színvonalát. A korszerűsített A1B-k kapták az M109A3B megjelölést.

### M109A4
Az amerikai hadvezetés az 1980-as évek elején az M109 önjáró tarackok korszerűsítéséről döntött. Ennek keretében három modernizációs programról határoztak. Az első a HELP (Howitzer Extended Life Program) volt, mely a vegyi és nukleáris szennyeződésektől védte a járművet és személyzetét. További kisebb változtatások a hidraulikus rendszert és a motorelektronikát érintették. Ezt a korszerűsítési programot csak a Nemzeti Gárdához tartozó és a bevetésre zárolt harcjárműveken végezték el.

### M109A5
Az A5 változat az A2 és A3 típus korszerűsítése révén jött létre. Ez a verzió ugyanazzal a főfegyverzettel és lövegbölcsővel rendelkezik, mint az A6 Paladin. Ezek miatt a lőtávolság jelentősen megnőtt. A harcjárműben GPS is található, megkönnyítve a helyzetmeghatározást. A tarack védett a nukleáris, biológiai és vegyi szennyeződésektől.

### M109A6 Paladin

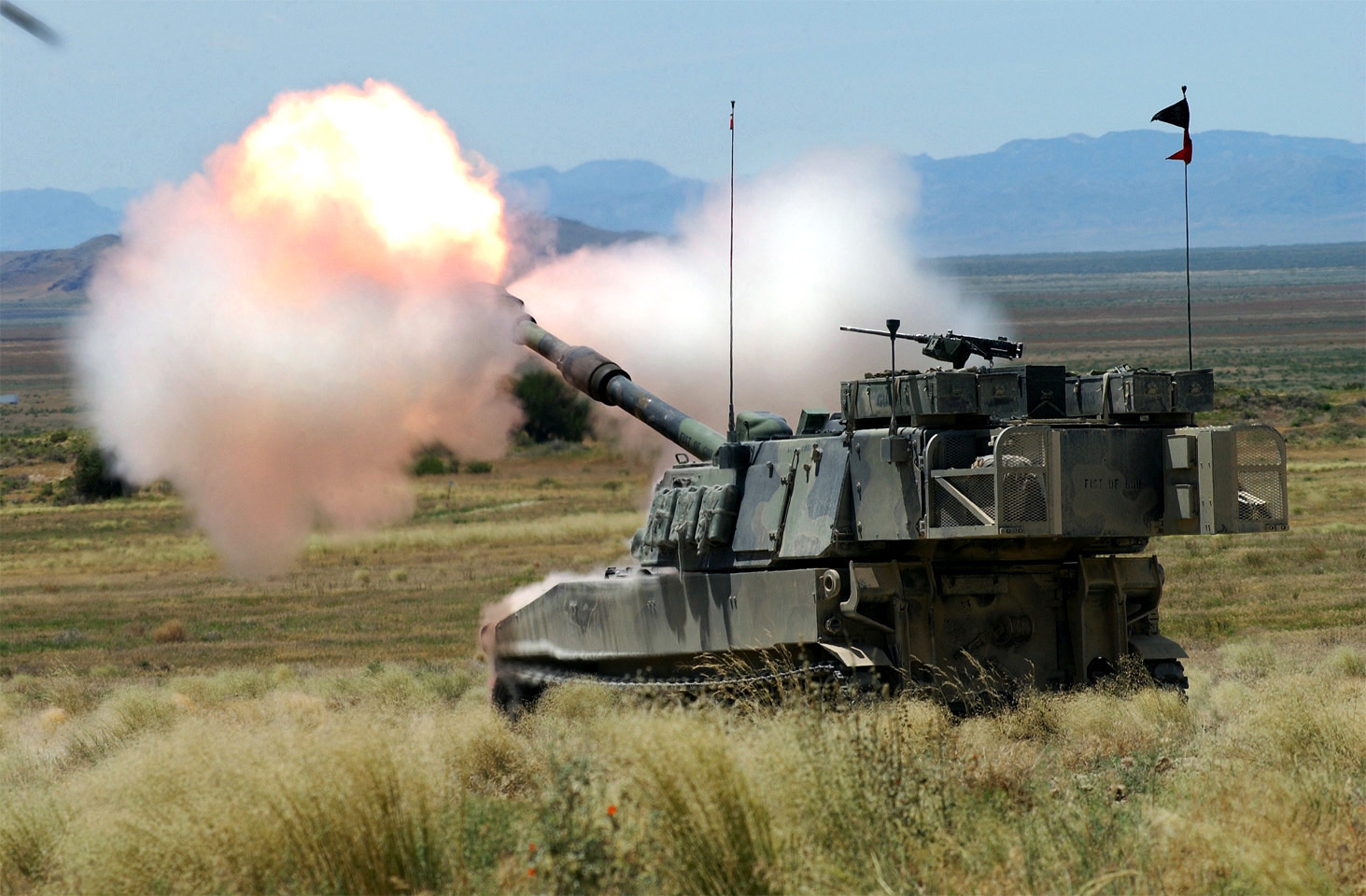
Utah állam Nemzeti Gárdájának egyik M109A6 Paladin önjáró tarackja lőgyakorlat közben

A HELP mellett a HIP (Howitzer Improvement Program) korszerűsítési program is megvalósult. Ennek a végén született meg az M109A6 Paladin. A program keretében fejlesztették ki a MAPS elnevezésű digitális navigációs rendszert. Ez alkalmas összeköttetés létesítésére más tarackok rendszereivel, így a tűzparancs után elvégzi a szükséges számításokat az egyes lövegek adatai alapján, majd a kijelölt célra irányítja a kapcsolatban lévő tarackok tüzét. Lényeges fejlesztés az új löveg (megjelölése: M284) és az új torony is. A löveg kicserélése nagyobb lőtávolságot eredményezett. A páncéltest védelmét is megerősítették. A lőszerkapacitás is növekedett: ezentúl már 39 db 155 mm-es lövedéket szállíthatnak a tarackban.

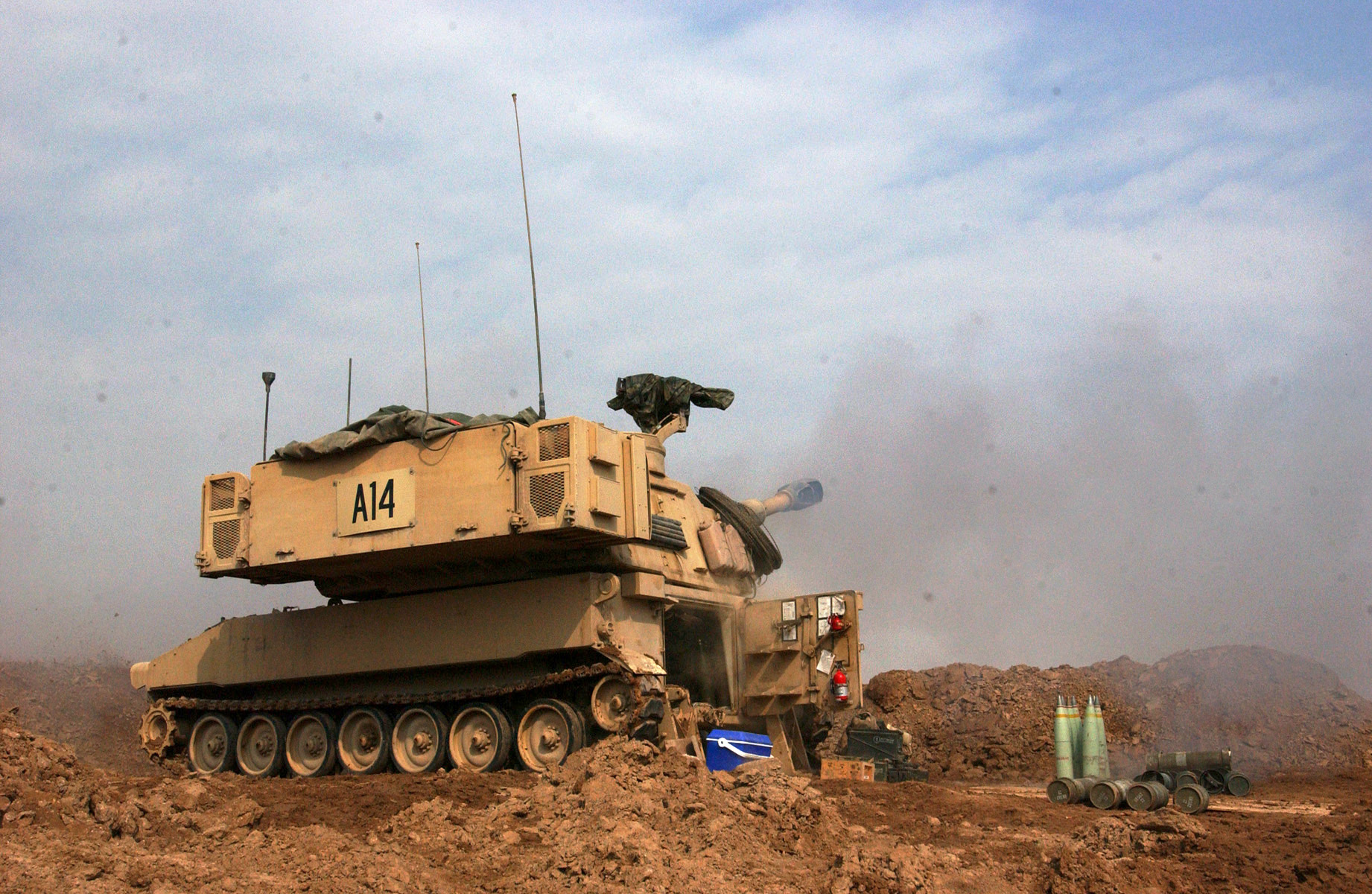
M109A6 Paladin Irakban 2004 novemberében

A Paladin sorozatgyártása 1991. nyarán indult be, de a nagyobb mértékű termelés csak 1996-ban kezdődött. Jelenleg az Amerikai Egyesült Államok körülbelül 950 db M109A6 Paladinnal rendelkezik.

### K55/K55A1
A K55/K55A1 az M109 dél-koreai változata, amelyet alapvetően az M109A2 alapján alakítottak ki, de megtalálhatóak benne a koreai fejlesztések is. A K55-t licenc alapján gyártotta a Samsung Techwin. A harcjármű rendelkezik a nukleáris, biológiai és vegyi szennyeződések elleni védelemmel és automatikus tűzoltó berendezéssel. Módosított változata a K55A1, mely rendelkezik GPS-szel, többfunkciós adatkijelzővel és fejlesztett tűzvezető berendezéssel. Ma már a K9 Thunder önjáró tarackok állnak szolgálatban a K55 és változata helyett.

## Harci alkalmazás

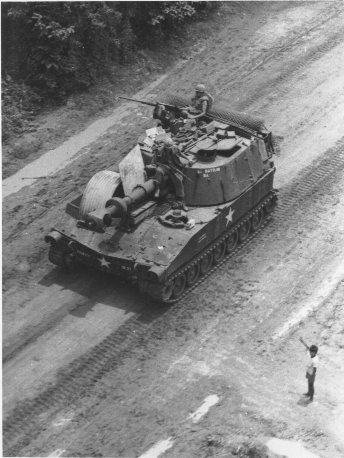
Egy M109 önjáró tarack Dél-Vietnám határának közelében

Az M109 önjáró tarackot először Vietnámban vetették be, ahol 1966-tól 1971-ig állomásoztak az ezzel a harcjárművel felszerelt egységek. A tarackokat leggyakrabban megerősített tüzelőállásokban alkalmazták. A vietnámi háború során mindössze egyetlen olyan ütközet ismeretes, melyben az M109 önjáró tarackokkal felszerelt egységek súlyos veszteséget szenvedtek. 1968. május 8-ról 9-re virradó éjszaka a Maury 1 tüzelőállást még kiépítésének befejezése előtt megtámadták a Vietkong katonái. A gránátvetők tüze öt M109-t és két M548 tüzérségi lőszerszállító járművet pusztítottak el. 1971-ben az önjáró tarackokat kivonták a hadszíntérről. A hadsereg mellett a tengerészgyalogság M109-ei is részt vettek a harcokban.

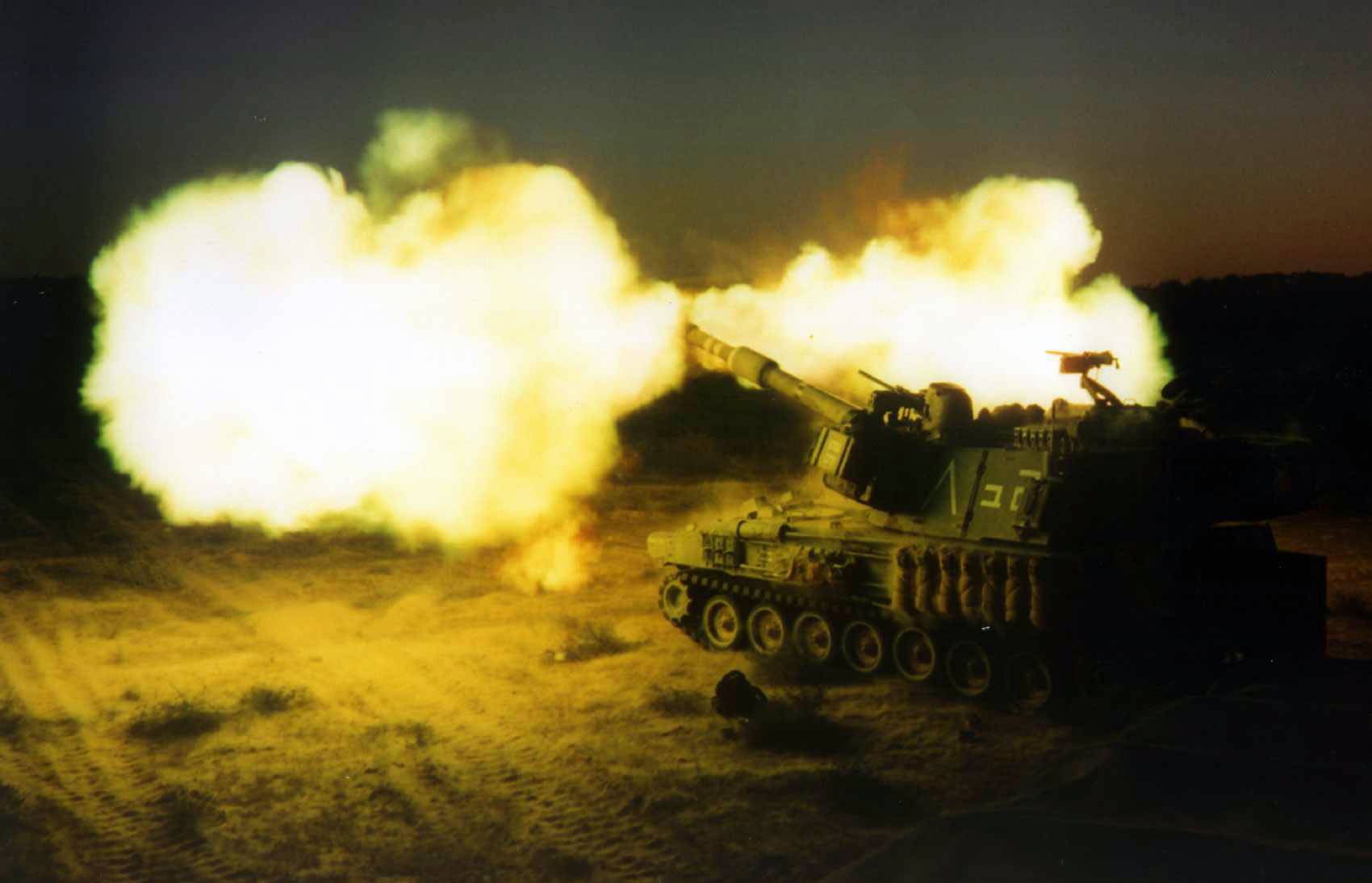
Izraeli M109 tüzelés közben 2006-ban

Az M109 következő bevetésére 1973-ban került sor a jom kippuri háború során. Az izraeli fél mindössze 24 darab ilyen típusú tarackkal rendelkezett, de a háború után újabb megrendeléseket adtak le. 1982-re az izraeli haderő 369 darab M109A1A és A1B példányt szerzett. Az 1982-es libanoni háború alkalmával az önjáró tarackok a támadó izraeli csapatok támogatása mellett a páncélos erők közvetlen támogatását is ellátták a lakott területeken. Valamint 2006-ban is harcba vetették az M109-eket, ismét Libanonban. Az amerikai harcjármű másik fontos felhasználója Irán volt. A tarackokat az irak–iráni háború során alkalmazta az iráni fél, de sok M109 az irakiak hadizsákmánya lett.
A legjelentőségteljesebb harci szereplésére az első öbölháborúban került sor. A konfliktus során az amerikai hadsereg mellett a brit, az egyiptomi és a szaúd-arábiai fegyveres erők is használták az M109-t. A konfliktus idején az M109 típusok (A2 és A3) az amerikai hadsereg tüzérségének több mint a felét alkották. A harcok során az amerikai harcjármű kiválóan teljesített, bár egyesek kritizálták a mozgékonyságát, amely elmaradt az M1 Abrams harckocsiétól. Az első öbölháborúban az amerikai tengerészgyalogság is alkalmazta az önjáró tarackokat, de sokszor csak a 155 mm-es M198 tarackok vontatására használták őket. A britek összesen 60 darab M109-t vetettek be az 1. Páncélos Hadosztály keretén belül. 2003-ban Irak és az Egyesült Államok, valamint szövetségesei között ismét kirobbant a háború. Ekkor már az M109A6 Paladin önjáró tarackok voltak rendszeresítve az amerikaiaknál. A katonai szakértők véleménye pozitív volt a tarackok teljesítményéről. Képességeiket növelte az M898 SADARM lőszer alkalmazása.

## M992 tüzérségi támogató jármű
Az M109 alvázán alakították ki az M992 tüzérségi támogató járművet, mely tulajdonképpen egy torony nélküli verzió. A torony helyén egy felépítmény található, ebben került elhelyezésre a lőszerutánpótlás. A járműben 93 db 155 mm-es lövedék szállítható. Ez a típus 1982 óta áll szolgálatban több országban is. Az M992 bevetésre került az öbölháborúban.

## Rendszeresítő államok

### M109A1

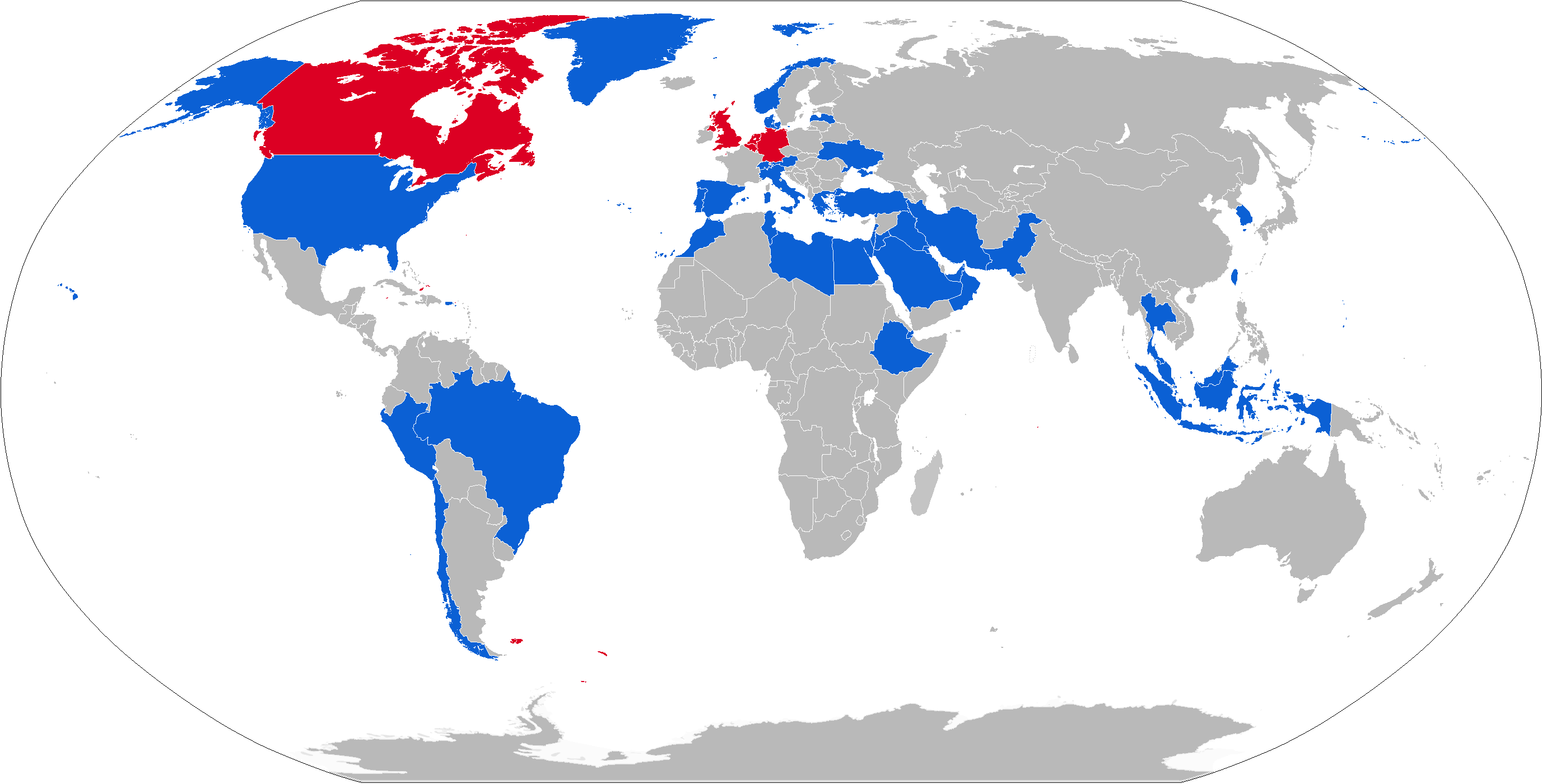
Az M109 felhasználói 2010-ben (korábbi rendszeresítő országok pirossal jelölve)

- Chile: 48 db
- Dánia: 76 db
- Egyesült Arab Emírségek: 40 db
- Etiópia: 17 db
- Görögország: 51 db A1B
- Irán: 390 db
- Kuvait: 5 db A1B
- Omán: 15 A0
- Peru: 12 db
- Svájc: 224 db

### M109A2/A3
- Belgium: 127 db A2 (64 db közülük A4BE-vé fejlesztve, ma már az összeset kivonták a hadrendből)
- Görögország: 84 db A2, 50 db A3GEA1, 223 db A3GEA2
- Hollandia: 126 db A2/90 (kivonták a hadrendből)
- Egyiptom: 400 db A2
- Németország: 570 db A3GE A1/A2 (2007 júliusában kivonták a hadrendből)
- Olaszország: 221 db M109L
- Jordánia: 253 db A2/3 és 121 db Hollandiától vásárolt M109A2
- Marokkó: 44 db
- Norvégia: 53 db A3G (14 db A3GN-é alakítva, majd ezek közül 9 példány A3GNM-é alakítva)
- Pakisztán: 250 db A2
- Portugália
- Brazília: 40 db A3 (eredetileg belga példányok)
- Kínai Köztársaság: 225 db
- Spanyolország: 6 db (spanyol haditengerészetnél)
- Tunézia: 19-20 db A2

### M109A2/A5
- Ausztria: 80 db A2/A5Ö

### M109A4
- Belgium: 64 db A4BE (már leszerelték ezeket a példányokat, 40-et közülük Brazíliának adtak el)
- Kanada: 76 db A4B+ (2005-től kivonva a hadrendből)
- Pakisztán: 300 db A4BE

### M109A5
- Egyiptom: 201 db
- Irak: 24 db
- Izrael: 600 db
- Pakisztán: 115 db
- Portugália: 18 db
- Thaiföld: 20 db
- Görögország: 12 db

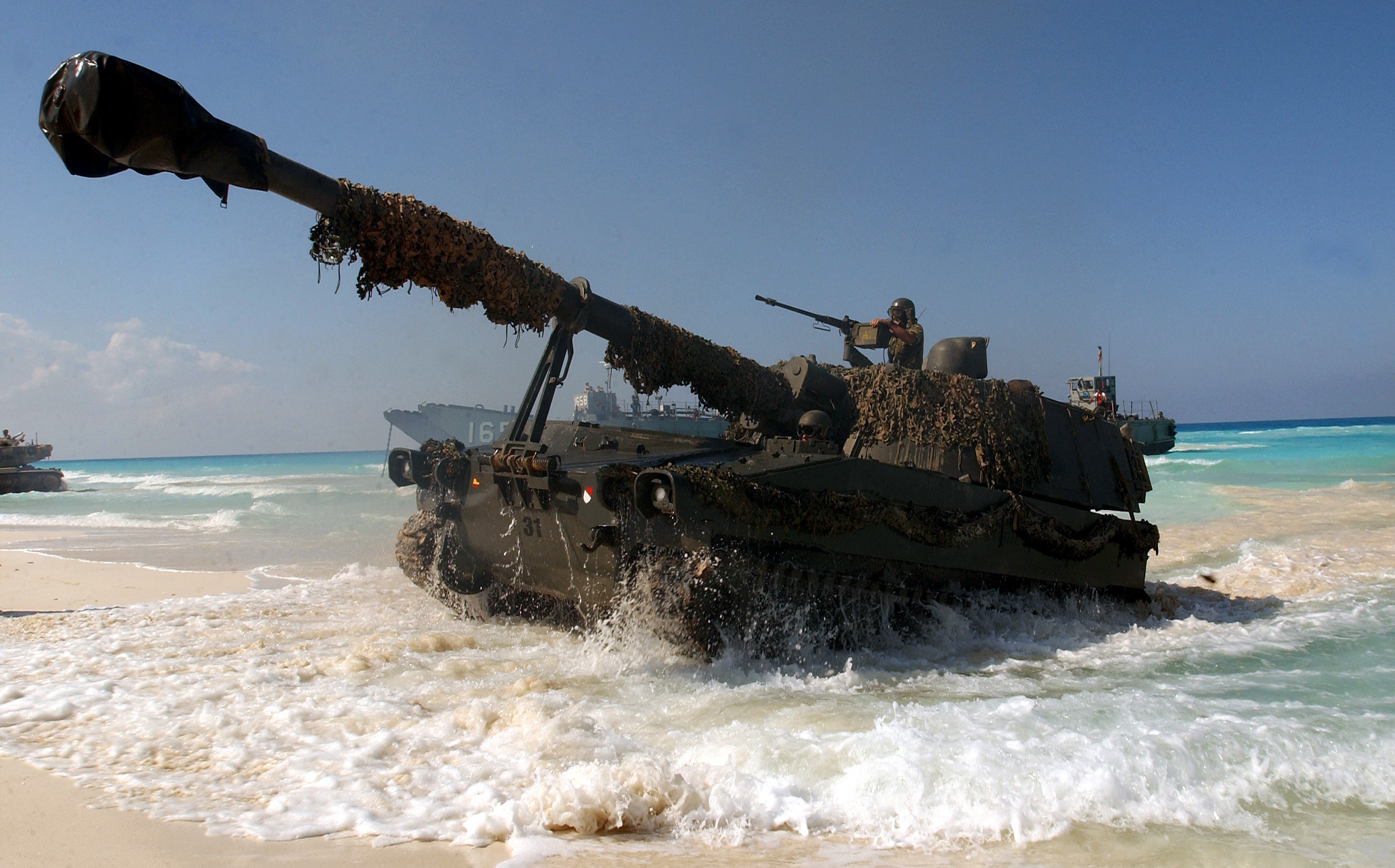
Spanyol M109 típusú önjáró tarack

- Spanyolország: 96 db (spanyol hadseregnél)
- Marokkó: 60 megrendelt példány
- Lettország

### M109A6 Paladin
- Szaúd-Arábia: 300 db
- Amerikai Egyesült Államok: 951 db

### K55/K55A1
- Dél-Korea: 1040-1180 db K55/K55A1

## Fordítás
Ez a szócikk részben vagy egészben  a   M109 howitzer című angol Wikipédia-szócikk ezen változatának fordításán alapul.  Az eredeti cikk szerkesztőit annak laptörténete sorolja fel. Ez a jelzés csupán a megfogalmazás eredetét és a szerzői jogokat jelzi, nem szolgál a cikkben szereplő információk forrásmegjelöléseként.

## Külső hivatkozások
- Chile M109-eseket vásárol
- Görög M109A1B önjáró tarackok lőgyakorlata (videó)